# Axiniphyllum
Axiniphyllum je rod glavočika iz podtribusa Milleriinae, dio tribusa Millerieae, endemi su iz Meksika.

## Opis
Rod Axiniphyllum je endem Meksika, rasprostranjen u južnom i zapadnom dijelu zemlje. Njegovi članovi karakterizirani su višegodišnjim zeljastim habitusom, nasuprotnim i režnjevim listovima, bazalno spojenim i 4-uglatim cipselama bez papusa. Vrste Axiniphyllum mogu se prepoznati po morfološkoj varijabilnosti listova i glavica; A. pinnatisectum i A. sagittalobum imaju jezičaste cvjetove. U Axiniphyllumu je prepoznato pet vrsta; sve se vrste mogu smatrati rijetkima zbog oskudice njihovih zbirki. Neki lokaliteti na kojima su zabilježeni trenutno su pod jakim utjecajem ljudskih aktivnosti.

## Vrste
1. Axiniphyllum corymbosum Benth.
2. Axiniphyllum durangense B.L.Turner
3. Axiniphyllum pinnatisectum (Paul G.Wilson) B.L.Turner
4. Axiniphyllum sagittalobum B.L.Turner
5. Axiniphyllum scabrum S.F.Blake